# Paul Ranson

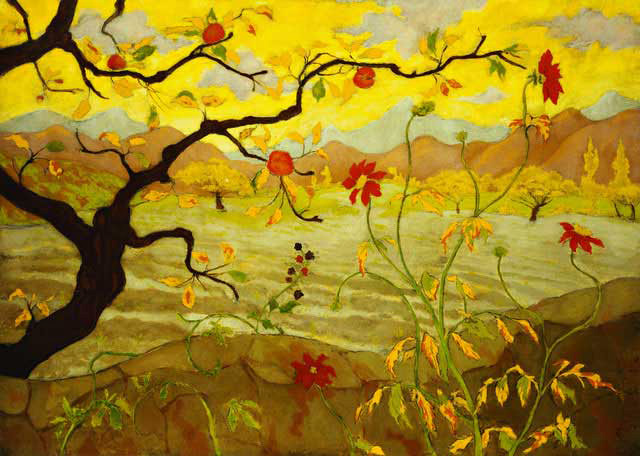
Pommier aux fruits rouges (1902), Museo de Bellas Artes de Houston

Paul-Élie Ranson (Limoges, 29 de marzo de 1861-París, 20 de febrero de 1909) fue un pintor y grabador francés, miembro del grupo de los Nabis.

## Biografía
Nació en 1861 en el seno de una familia acomodada. Su padre, Louis Casimir Ranson, era alcalde de Limoges. Estudió sucesivamente en la École des beaux-arts appliqués à l'industrie de Limoges, la École nationale supérieure des arts décoratifs de París y la Académie Julian. Mientras estudiaba en esta última se integró en un grupo de jóvenes artistas que apostaban por la renovación del arte y el alejamiento del rígido arte academicista, entre los que se encontraban Édouard Vuillard, Pierre Bonnard, Maurice Denis y Félix Vallotton. En 1888 recibieron la visita en la academia de Paul Sérusier, un pintor cercano al círculo de Paul Gauguin y la Escuela de Pont-Aven, que practicaban un estilo nuevo denominado sintetismo, cercano al simbolismo y el modernismo, los dos principales movimientos artísticos de la transición del siglo XIX al xx. Bajo su influencia, el grupo de Ranson formó una sociedad secreta denominada Nabis, de una palabra hebrea que significa «profeta», un nombre propuesto por el poeta Henri Cazalis.
Este grupo estuvo influido por el esquema rítmico de Gauguin y destacó por un cromatismo intenso de fuerte expresividad. Estaban interesados en la teosofía y las religiones orientales, y tuvieron una estrecha relación con el ambiente literario parisino, especialmente con Stéphane Mallarmé. Su estilo partió de las investigaciones sintetistas y de cierta influencia del arte japonés para avanzar en un arte cada vez más alejado de premisas académicas, en el que tenía mayor relevancia la investigación cromática, la expresividad del diseño y la voluntad de trasladar las emociones al lenguaje plástico. Se solían reunir en un café del pasaje Brady y, más adelante, en el estudio de Ranson en el Boulevard de Montparnasse, al que llamaban «el templo».
Los Nabis recibieron la influencia, además de Gauguin y el sintetismo, de Georges Seurat, Paul Cézanne, Odilon Redon y Pierre Puvis de Chavannes. Sus principios teóricos se basaban en una firme intención de sintetizar todas las artes, en profundizar en las implicaciones sociales del arte y en reflexionar sobre las bases científicas y místicas del arte. En 1891 realizaron su primera exposición en el château de Saint-Germain-en-Laye, y en diciembre de ese mismo año participaron en la exposición de Pintores impresionistas y simbolistas en la Galerie Le Barc de Boutteville (París), donde fueron aclamados como una «segunda generación simbolista».
En su obra, Ranson mostró su interés por el ocultismo y la religión. Influido por el arte japonés, su estilo se caracterizó por una cierta tendencia a la monocromía y por unos contornos fuertemente marcados. Su estilo era algo academicista, aunque mostró mayor originalidad en sus dibujos e ilustraciones, así como sus cartones para tapices, que eran bordados por su mujer, France Rousseau. Fue también ilustrador de libros y diseñó cerámicas. Asimismo, escribió algunos textos para un teatro de marionetas que desarrolló en colaboración con Maurice Denis y Georges Lacombe —autores de las figuras de las marionetas—, que publicó en 1902 con el título L'Abbé Prout, pequeño teatro para niños grandes.
En 1908 fundó la Académie Ranson, en la que impartieron clases algunos de sus amigos Nabis, como Denis, Sérusier, Bonnard y Vallotton, además de Aristide Maillol y Théo van Rysselberghe. Ese año fue condecorado con la Orden de las Palmas Académicas.
Murió de fiebre tifoidea en 1909.